# Flaga Brytyjskiego Terytorium Oceanu Indyjskiego
Flaga Brytyjskiego Terytorium Oceanu Indyjskiego – białe i niebieskie pasy faliste symbolizują Ocean Indyjski. Palma jest symbolem wysp, z których tylko Diego Garcia jest zamieszkana. Korona na palmie i flaga brytyjska w kantonie są symbolami zwierzchnictwa Wielkiej Brytanii.
Przyjęta 4 listopada 1990 roku. Proporcje 1:2.

Flaga używana w 1990 roku
Flaga ludności Chagossian